# Lavender
Lavender é um filme de drama americano-canadense dirigido por Ed Gass-Donnelly e escrito por Colin Frizzell e Ed Gass-Donnelly. Foi lançado em 2016 no Tribeca Film Festival.

## Sinopse
Após sofrer um acidente de carro, a fotógrafa Jane perde a memória e decide se mudar com sua família à casa de sua infância para reencontrar o tio, onde passa a presenciar eventos estranhos.

## Elenco
- Abbie Cornish ... Jane
- Diego Klattenhoff ... Alan
- Justin Long ... Liam
- Dermot Mulroney ... Patrick
- Lola Flanery ... Alice
- Sarah Abbott ...  Susie
- Liisa Repo-Martell ... Jennifer
- Peyton Kennedy ... Jane (jovem)

## Recepção
No agregador de resenhas Rotten Tomatoes, o filme tem uma taxa de aprovação de 39%, com base em 23 resenhas, com uma classificação média de 4,60 / 10. No Metacritic, o filme tem uma pontuação de 46 de 100, com base em 7 críticos, indicando "críticas mistas ou médias".
No Toronto Star, Bruce DeMara avaliou com 3/4 de sua nota dizendo que "[Donnelly] atrai desempenhos fortes de seu elenco, especialmente Abbie Cornish, que é convincente como uma mulher danificada que se vê duvidando de tudo ao seu redor." No Observer, Rex Reed  avaliou com 1/4 de sua nota dizendo que é "chato, derivado e irritantemente ilógico, Lavender é uma história de fantasmas sem emoções, sem surpresas e sem sentido."